# Tratado de Wedmore
O Tratado de Wedmore  é um acordo do século IX entre Alfredo, o Grande de Wessex, e o rei viking Guthrum, o Velho. A única referência contemporânea a esse tratado é a de um monge galês Asser em sua biografia de Alfredo (conhecida como Vita Ælfredi regis Angul Saxonum ou Life of Alfred). Nele, Asser descreve como após a derrota de Guthrum na Batalha de Edington, seguida por sua rendição alguns dias depois, um tratado de paz foi acordado com Alfredo. O tratado dependia de Guthrum ser batizado e também de Guthrum e seu exército deixar Wessex.

## Fontes e contexto histórico

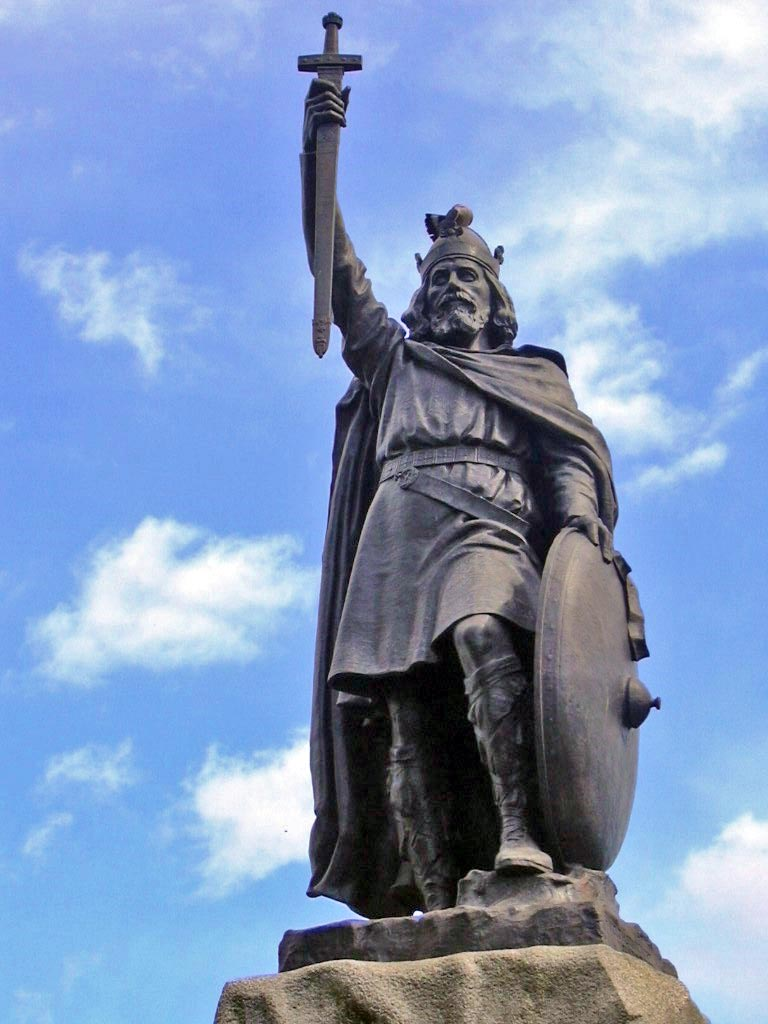
Estátua de Alfred, o Grande, em Winchester.